# Halldór Helgason
Halldór Helgason (* 10. Januar 1991 in Akureyri, Island) ist ein isländischer Snowboarder.

## Leben
Er ist der jüngere Bruder des Snowboarders Eirikur „Eiki“ Helgason. Halldór wird gesponsert von Lobster Snowboards, Nike, Monster Energy, Oakley, 7/9/13 Belts, Kaleidoscope Skateboards, Skullcandy, Neff Gloves, Switchback Bindings, Hoppipolla Headwear, Frontline Clothing, und Techrider. Weitere Sponsorings lehnte er bisher ab.
Halldór gewann bei den Winter-X-Games 2010 als erster Isländer eine Goldmedaille bei den Big Air’s 2010 in Aspen. Er, Eiki, ihr Kameramann Johannes Brenning und ihr Agent Kristoffer Hansson gründeten die Gürtelmarke 7/9/13 und Hoppipolla, welche eine Marke für Kopfbekleidung ist.
Halldór gründete zusammen mit Eiki, Kristoffer Hansson und dem Eigentümer von Bataleon die Marke Lobster Snowboards. Zuvor wurde Halldór von DC gesponsert.

## Filme
Halldór erschien in den Snowboardfilmen „They came from“ von Factor Films, in „Never Not“ von Nike und in „The Storming“ von Standard Films. Halldór und sein Bruder Eiki Helgason drehten zusammen mit Matteo Peragine und Issac Wray (zwei gute Freunde von Halldór) den Film „Sexual Snowboarding“.